# Clubes de Frevo do Rio de Janeiro
Clubes de frevo eram uma modalidade de agremiação carnavalesca oriunda de Pernambuco, mas que foram exportadas para a cidade do Rio de Janeiro a partir da década de 1930. Desfilavam no Carnaval do Rio de Janeiro de forma competitiva até o final do século 20, quando o desfile perdeu seu caráter competitivo, como ocorria com as escolas de samba e blocos de enredo.
Os clubes de frevo do Rio de Janeiro tinham quase todos nomes copiados dos clubes de frevo recifenses, e eram representados pela "Federação dos Clubes de Frevo e Danças Regionais do Estado do Rio de Janeiro".

## História
A história do frevo no Rio de Janeiro tem origem na criação do Clube Carnavalesco Misto Vassourinhas, fundada em 27 de novembro de 1934, na Rua do Jogo da Bola, nº 173 - Saúde, por pernambucanos de condição modesta da zona portuária do Rio de Janeiro, como João de Assis, Edgard Wanderley (músico do exército), Abdias e Alexandre (marinheiros) e Júlio Ferreira (motorista). A criação da agremiação foi inspirada no Clube Carnavalesco Misto Vassourinhas de Recife.
Era prefeito do Rio de Janeiro, então Distrito Federal, o pernambucano Pedro Ernesto (1886-1942), criador do baile do Teatro Municipal e do concurso de músicas carnavalescas. Até seu falecimento em 1942, incentivou os clubes de frevo da cidade, participando da criação de vários deles.
Dois anos após a criação do Vassourinhas carioca, surgiram, em 1936, outros dois clubes: o Bola de Ouro e o Pás Douradas, ambos com sede na Saúde. Surgiram em seguida Batutas da Cidade Maravilhosa (1942), Lenhadores (1945), o Prato Misterioso (1946) e Toureiros (1943).
O músico César Guerra-Peixe era crítico ferrenho da expansão do frevo pelo Rio de Janeiro, pois acreditava que o frevo carioca suplantaria e começaria a influenciar, de forma distorcida o frevo pernambucano, fazendo-o perder suas características.
O primeiro concurso carnavalesco de clubes de frevo cariocas que se tem documentado ocorreu em 1947, tendo sido vencido pelo Pás Douradas. Depois de um tricampeonato desse clube, o Lenhadores finalmente venceu no Carnaval de 1950. Já em 1952 foi a vez do primeiro título do Vassourinhas. No ano de 1955 houve a primeira vitória dos Toureiros.
O Bola de Ouro fundado em 36 não chegou a constar nos concursos oficiais, desaparecendo em 1949. Em 1978, o frevista Luis Santos recria o clube, e a historiografia não sabe precisar se ele realmente trouxe a agremiação de volta, ou se criou um clube fênix, o que é a hipótese mais provável. O fato é que em 1979, logo em seu primeiro ano competindo, o Bola de Ouro já conquista a terceira colocação entre seis clubes, sendo o Vassourinhas novamente campeão. Finalmente, em 1983 o Bola de Ouro sagra-se campeão, em um ano em que desfilaram oito clubes, ano este que marcou a estreia do Gavião do Mar, fundado no ano anterior, que obteve a última colocação.
O ano de 1992 marca o fim dos desfile competitivos, com a vitória do Lenhadores. De 1993 em diante, a competição foi extinta, o que possivelmente ajudou a diminuir o interesse da mídia por aquela manifestação cultural.
Ao longo do tempo, houve mudanças nas diretorias, e mesmo nos locais de sede dos clubes de frevo. Na década de 1990, Adalberto Jerônimo recebeu de Dona Zica - sem qualquer relação com a baluarte da Mangueira - a presidência do Prato Misterioso. Já o Pás Douradas acompanhou a mudança de seu presidente, da Saúde para o bairro de Realengo. No pioneiro Vassourinhas, a presidência foi passada do fundador Bonfim para o Ferreira, que posteriormente repassou para a um aliado do presidente da Federação. 
Entre fins dos anos 1990 e meados dos anos 2000, o presidente do Gavião do Mar, após assumir a presidência da federação e acabar com o concurso, passou a trazer clubes antigos, que estavam paralisados, "de volta", com diretores aliados seus, mas sem autorização dos antigos fundadores, o que gerou denúncia ao Ministério Público, o que impediu a liberação da subvenção por três anos seguidos.
A Federação então estimulou a criação de novos clubes de frevo. Ainda na década de 2000, foi criado o Bloco da Ansiedade, que era na prática um clube de frevo, mas nunca chegou a se filiar à federação dos clubes de frevo, mas sim à Sebastiana, desfilando até 2020.
Os clubes de frevo desfilaram pela última vez em 2017, já na Avenida Chile. Naquele ano, se apresentaram, nesta ordem, as agremiações: Flôr do Estácio, Frevo Comunidade da Raia, Frevo Santa Teresa e Alegria do Rio.